# Gabrosentum

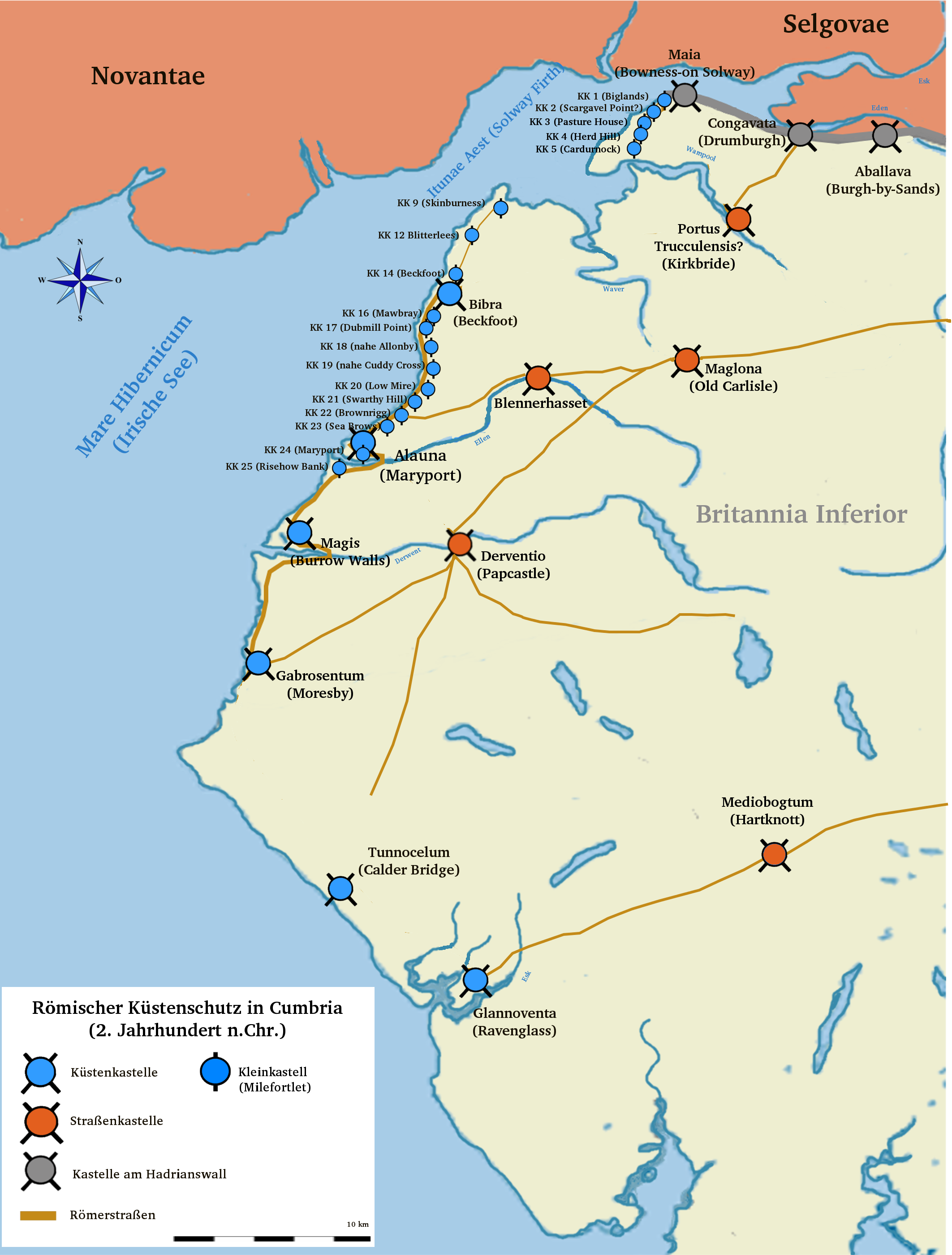

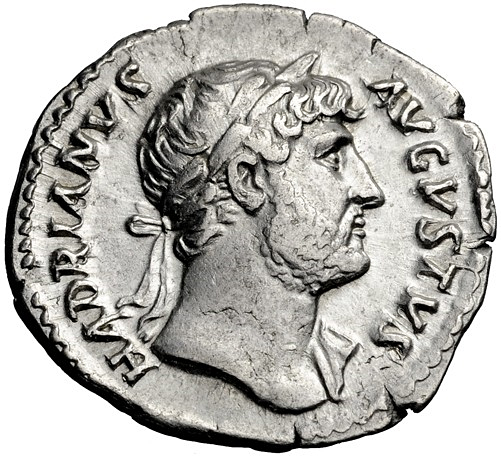
Münzporträt des Hadrian

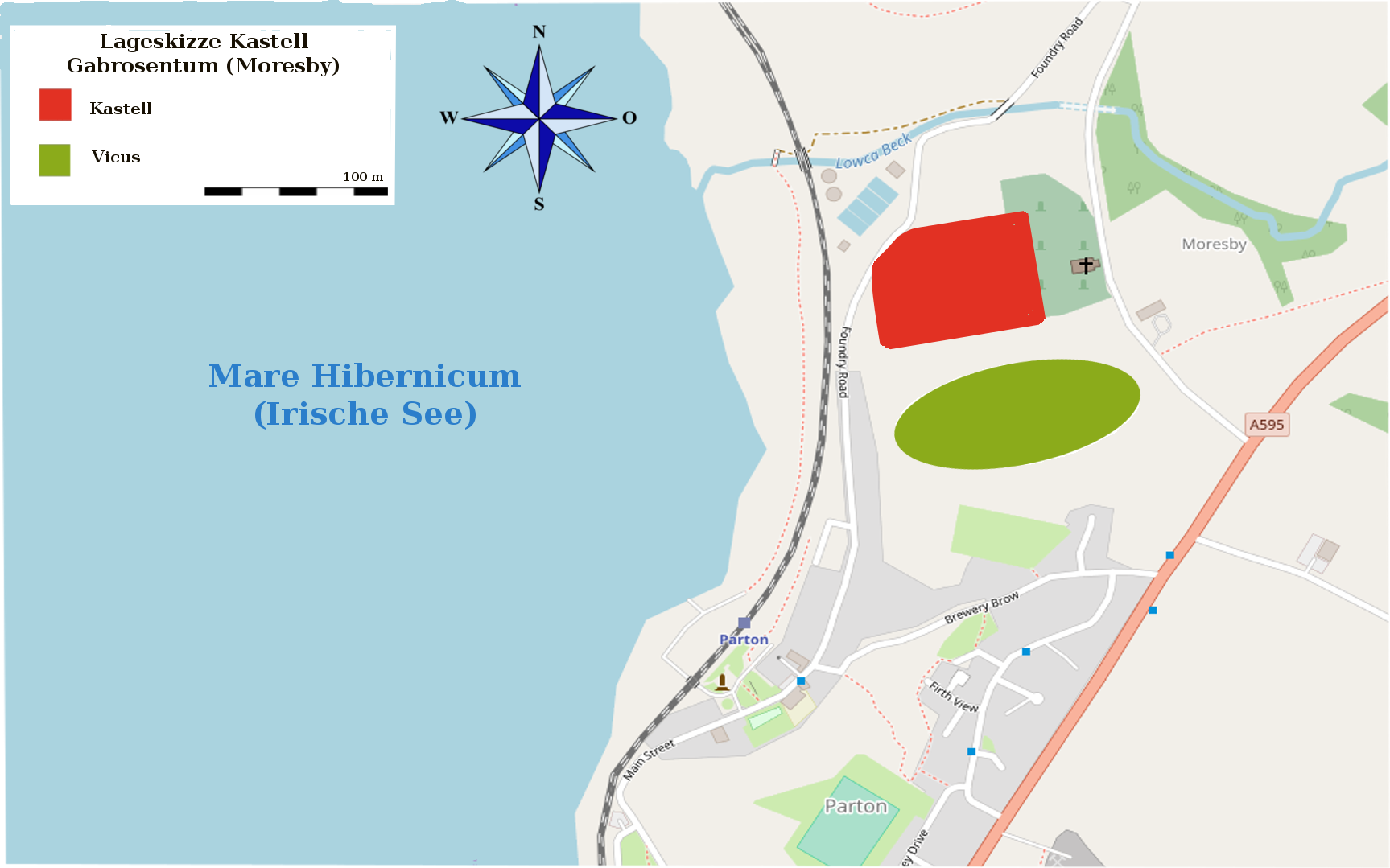
Lageskizze

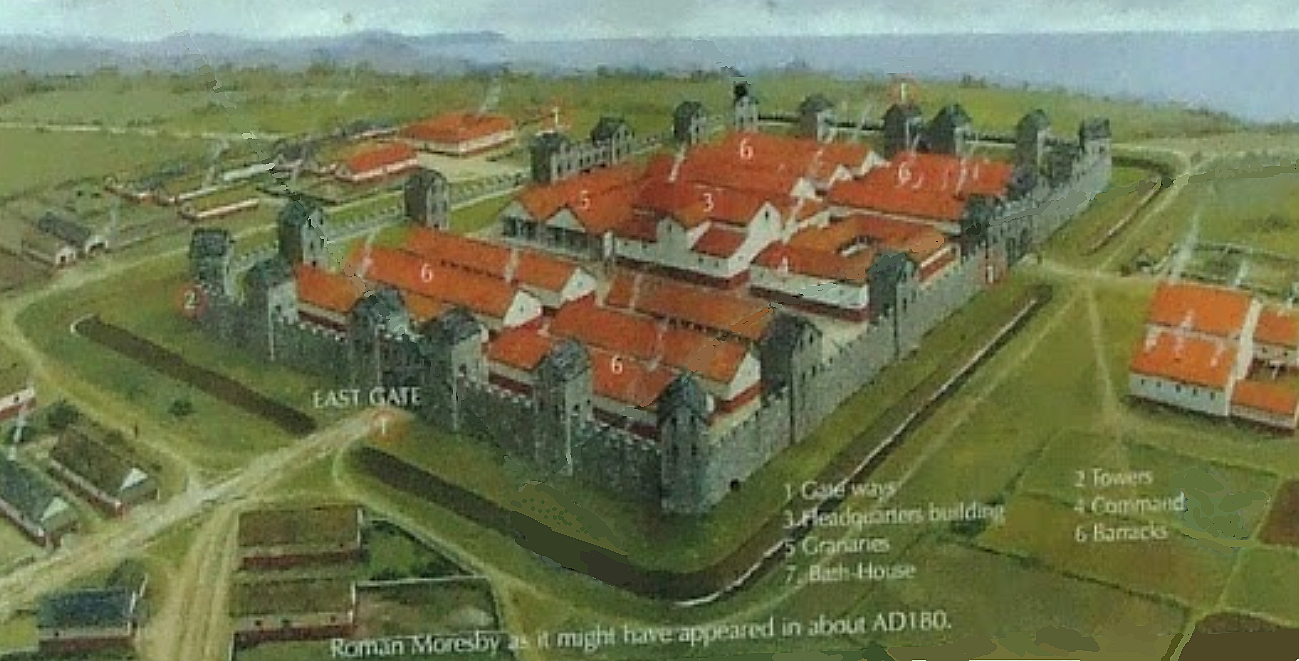
Rekonstruktionsversuch des Kastells (Zustand im 2. Jahrhundert n. Chr.)

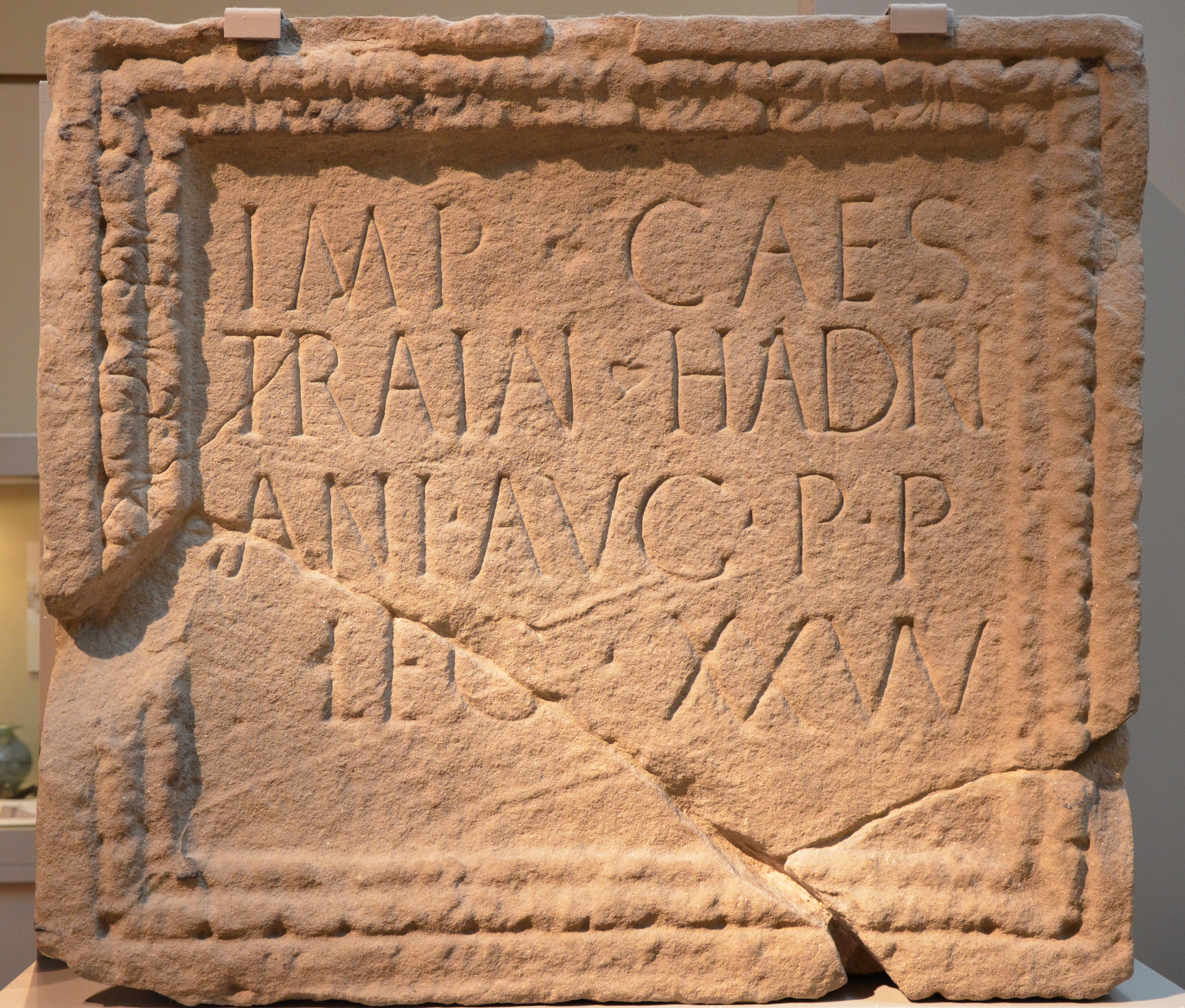
Bauinschrift der Legio XX (British Museum)

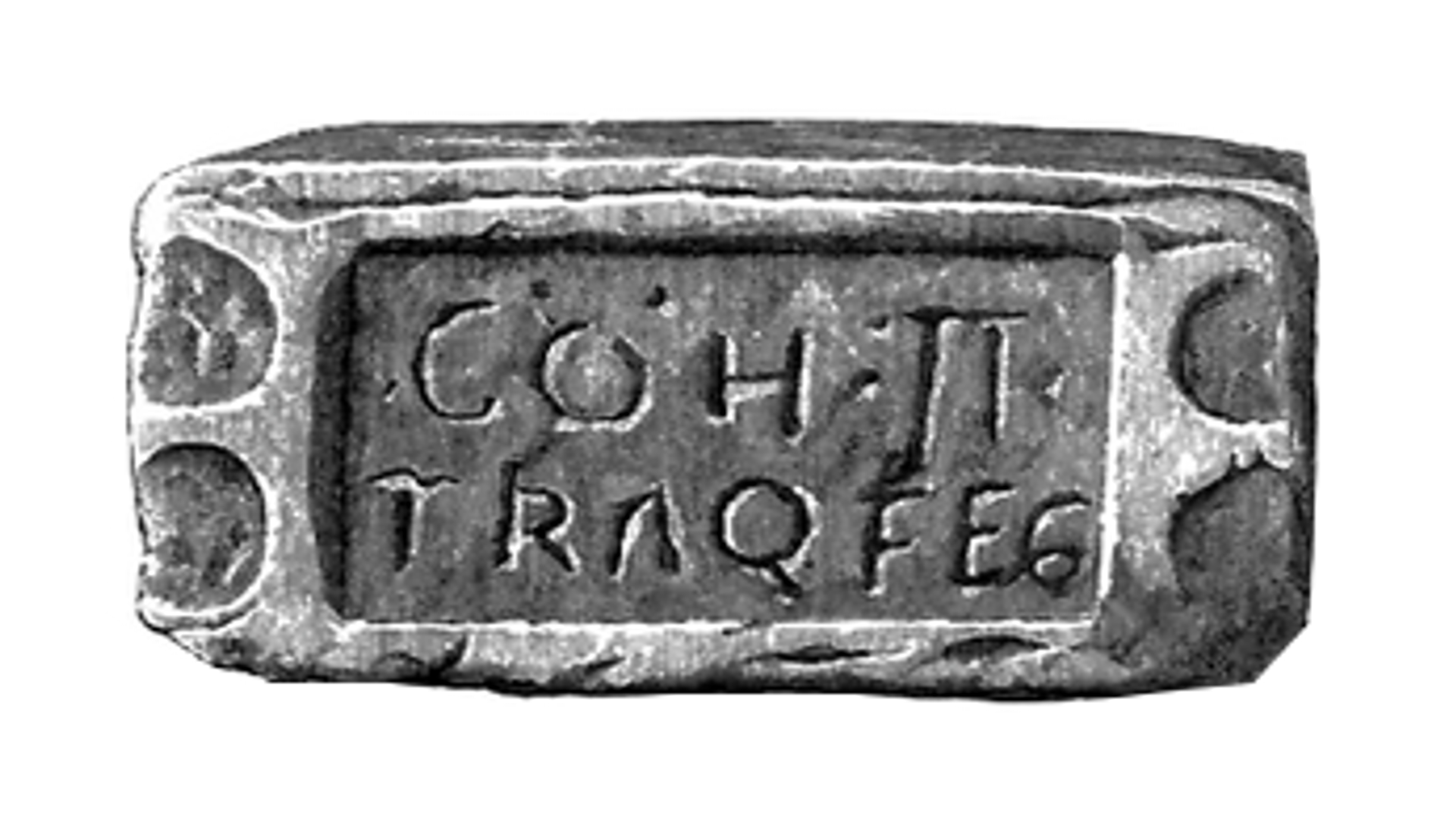
Bauinschrift der Cohors II Thracorum

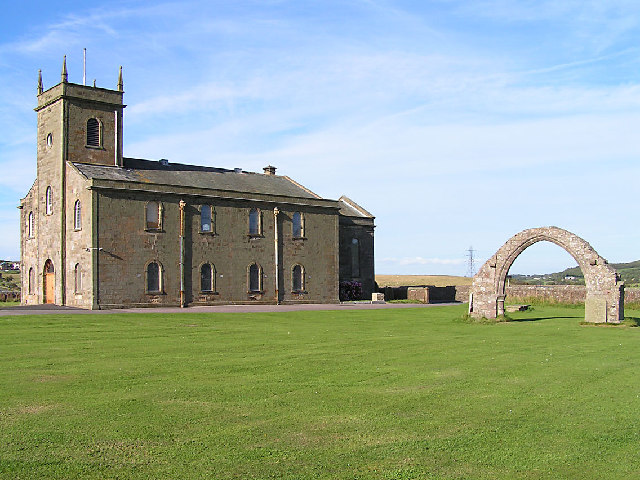
St. Bridget’s Church

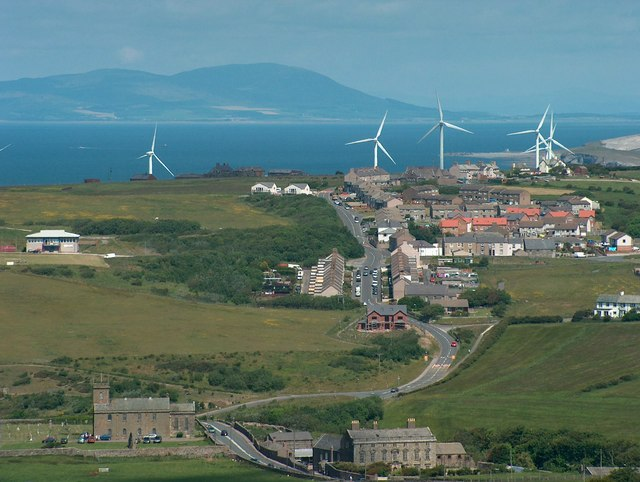
Blick von Süden auf das Kastellareal und die nahegelegene Küste

Gabrosentum war ein römisches Hilfstruppenkastell im Parish Parton, Ortsteil Moresby, Distrikt Copeland, Grafschaft Cumbria, England.
Die Festung war Teil eines Küstensicherungssystems, bestehend aus einer Kette von Kastellen und Wachtürmen, entlang der Westküste von Cumbria, das eine Umgehung der westlichen Flanke des Hadrianswalls verhindern sollte. Das archäologische Denkmal umfasst die Überreste eines Kastells und einer Zivilsiedlung. Von beiden dürften im Boden noch umfangreiche und gut erhaltene Fundamente der Befestigungen und der Gebäude erhalten sein. Seine Überreste gewähren einen Einblick in die römische Besatzungszeit Nordenglands und das komplexe Verhältnis zwischen römischen Festungen, Siedlungs- und Handelsaktivitäten.

## Name
Diese Militärstation scheint in den zwei wichtigsten Schriftquellen für die römische Spätantike auf; die Notitia dignitatum (Gabrosenti) und in der Kosmologie des Geographen von Ravenna, wo sie als Gabrocentium, zwischen dem bislang noch nicht lokalisierten Iuliocenon und Alauna (Maryport) eingetragen ist. Der antike Ortsname stammt aus dem keltischen, offensichtlich eine Verbindung von gabr und sent und bedeutet wörtlich übersetzt „der Ziegenpfad“. Der heutige Ortsname wurde erstmals im Jahr 1160 urkundlich erwähnt. Moresceby, Mawriceby oder Moricebi  (= der Platz oder das Dorf des Maurice) dürfte altfranzösische (bzw. normannische) und skandinavische Wurzeln haben. Vermutlich entstand dort in dieser Zeit ein größerer Bauernhof oder Dorf.

## Lage
Das Kastell befindet sich im Westen von Cumbria, 8 km nördlich von St. Bees Head, zwischen den Dörfern Parton und Lowca, 2 km nördlich von Whitehaven an der A595, am Rande des Lake District. Das Kastellareal überbedeckt teilweise eine Viehweide und dem Friedhof St. Bridget’s, gelegen auf einem Plateau zwischen dem nördlichen Ende des bebauten Gebiets von Parton und dem Lowca Beck, im Ortsteil Moresby. Das Plateau fällt im Norden und Westen steil, im Süden hingegen nur sanft ab. Von dort hatte man einen gutem Blick auf den Solway Firth, auf die schottische Küste und der Isle of Man. Die Kirche steht im nordöstlichen Bereich des ehemaligen römischen Kastells. Eine direkte Straßenverbindung bestand vermutlich mit den Kastellen von Magis (Burrow Walls) im Norden, Derventio (Papcastle) im Nordosten und Tunnocelum (Ravenglass) im Südosten. Im späten 2. Jahrhundert gehörte diese Küstenregion zur Provinz Britannia inferior, ab dem 4. Jahrhundert zur Provinz Britannia secunda und nach einer weiteren Verwaltungsreform vermutlich zur Provinz Valentia.

## Forschungsgeschichte und Fundspektrum
William Camden erwähnt Gabrosentum 1637 in seiner Beschreibung Britanniens. John Horsley berichtet 1789 von antiken Gewölben, Fundamenten, einigen Höhlen (Picts holes), Fragmente von römischen Inschriften und Altären die in Moresby gefunden wurden. Bei Erdarbeiten im Jahre 1822 stieß man auf römische Mauerreste, die noch bis zu einer Höhe von 0,91–1,21 Metern erhalten waren. Zwischen 1822 und 1840 fand man Münzen aus der Zeit des Domitian, Carausius, Konstantin I., Constantius und Constans, als eine neue Straße in der Nähe von Moresby Hall angelegt wurde. Ein römisches Gebäude, das 1859 südlich des Kastells entdeckt wurde, war vermutlich Teil des Lagerdorfs. 1892 stieß man auf eine Speerspitze. Spätere Ausgrabungen enthüllten noch den Standort des Nordtores, die Fundamente des Südtors und möglicherweise die Fundamente der Ostmauer. Bei Ausgrabungen an der Nordseite des Lagers im Jahre 1951 durch Brenda Swinbank stieß man auf den Kastellgraben und ein Keramikfragment aus nachrömischer Zeit. Raubgräber legten eine Anzahl von kleinen Steinsäulen frei, möglicherweise die Stützen eines Hypokausts. 1977 wurden Luftaufnahmen des Kastellareals angefertigt. 1979 wurde im Auftrag des Department of the Environment eine geophysikalische Untersuchung vorgenommen.
Aus Moresby sind bislang zehn römische Inschriften bekannt, darunter einige wenige Altäre. Einer war dem Waldgott Silvanus gewidmet. Ein weiterer dem obersten römischen Staatsgott Iupiter Optimus Maximus, der vermutlich in der Principia des Kastells aufgestellt war. Eine stark beschädigte Inschrift feierte den erfolgreichen Auf- oder Wiederaufbau eines Giebels. Ein weiteres Inschriftenfragment (1586 entdeckt) nennt einen Zenturio, der dort anscheinend einen Arbeitsauftrag vollendet hatte. Um was für eine Tätigkeit es sich dabei handelte, oder ob Severinus ein Militärangehöriger war, ist unbekannt. Die auf dem Lagerareal aufgefundenen Münzen stammen aus dem zweiten bis vierten Jahrhundert n. Chr.

## Entwicklung
Im Jahr 122 begannen die Römer mit dem Bau des Hadrianswalls, der sich von Bowness-on-Solway (Maia) bis nach Wallsend (Segedunum) an der Nordsee erstreckte. Danach errichteten die Römer auch an der Westküste von Cumbria eine Sicherungskette aus Kohortenkastellen, Kleinkastellen und Wachtürmen. Ihre Besatzungen sollten Angriffe der Scoten aus Irland und der Caledonii und Pikten, die mächtigsten Stämme in Schottland, abwehren. In weiterer Folge sollte damit auch verhindert werden, dass der Wall durch eine Landung an der Westküste oder Durchwatung der beiden, relativ flachen, Solway Fjorde umgangen wurde. Eine Bauinschrift der Legio XX lässt annehmen, dass das Kastell während der Regierungszeit des Hadrian, um 128, erbaut worden sein muss. Der Fundort deutet darauf hin, dass die Inschrift ursprünglich über dem Durchgang des Osttors angebracht war. Zwei andere, undatierte, Bauinschriften dokumentieren, dass die Gebäude des Lagers zu einem späteren Zeitpunkt einer Sanierung unterzogen wurden, die offensichtlich von den beiden Garnisonseinheiten durchgeführt wurde. Dies scheinen aber größtenteils nur kleinere Reparaturarbeiten gewesen sein. Nach den Münzfunden und dem Eintrag in der Notitia dignitatum zu schließen, war das Kastell bis ins späte 4. oder frühe 5. Jahrhundert besetzt.

## Kastell
Das von West nach Ost ausgerichtete Kastell ist heute nur auf Luftaufnahmen und anhand von Bodenerhebungen erkennbar. Es hatte den für mittelkaiserzeitliche Kastelle typischen, langrechteckigen Grundriss mit abgerundeten Ecken (Spielkartenform), maß 109 Meter (Nord-Süd) × 122 Meter (West-Ost) und bedeckte eine Fläche von 1,41 ha. Nach dem Befund einer 1979 durchgeführten geophysikalischen Untersuchung war es zusätzlich von einem einzelnen, 3,3 Meter breiten Spitzgraben umgeben. Er verlief von Nord nach Süd und konnte etwa auf eine Länge von 30 Meter verfolgt werden. An seinem nördlichen Ende bog er leicht nach Westen ab. Südlich des Kastells stieß man auf Spuren einer römischen Straße.
Die Kastellmauer ist an der West- und Südseite am besten erhalten. Sie erreicht dort stellenweise noch eine Höhe von 1 Meter am östlichen Ende und bis etwa 4 Meter in der Südwestecke des Lagers. Die Nordseite ist weniger sorgfältig untersucht, ihr Ostabschluss kaum noch zu erkennen. Die Mauerreste an der NW-Ecke hingegen stehen noch 3 Meter aufrecht. Die rückwärtige Erdrampe innerhalb des Kirchhofs ist noch als leichte, 0,5 Meter hohe Bodenerhebung sichtbar. An der Westseite sind die Eckabschnitte und vor allem die Erdrampe (0,5 Meter hoch) besser erhalten als an den anderen Seiten. An der SW-Ecke sind noch Steine des Kastellwalls zu sehen. Keine Spuren sind vom Kastellgraben und den Toren zu erkennen. Auch das Innere des Kastells ist vollkommen eingeebnet und zeigt keine besonderen Merkmale.
Betreten werden konnte das Lager wohl durch vier Tore. Die Lagermauer war vermutlich auch durch innen angesetzte, quadratische Zwischentürme und vier Ecktürme verstärkt. Das Kastell verfügte wohl auch über die für mittelkaiserzeitliche Hilfstruppenlager standardmäßigen Innengebäude: im Zentrum das Hauptquartier (principia), das Wohnhaus des Kommandanten (praetorium), ein oder zwei Getreidespeicher (horrea) und Mannschaftskasernen (contubernia), inklusive Funktionsgebäude wie ein Badehaus (balineum), Werkstätten (fabricae), Backstuben und einer Latrine. Bei den archäologischen Grabungen kamen nahe der Nordmauer auch die Reste eines Hypokausts, zum Vorschein, was darauf hindeutet, dass dort entweder das Wohnhaus des kommandierenden Offiziers oder das Badehaus stand.

## Garnison
Gabrosentum muss frühestens ab der Mitte des 2. Jahrhunderts mit regulären römischen Soldaten besetzt gewesen sein. Im Lager könnten sich vorübergehend auch Legionäre aufgehalten haben. Sie wurden für gewöhnlich nicht zum Garnisonsdienst an der Grenze eingeteilt, sondern entsandten Spezialkräfte für die anspruchsvolleren Bauvorhaben an den Grenzkastellen.
Folgende Einheiten sind für Moresby bekannt:
| Zeitstellung                   | Truppenname                                                                         | Beschreibung |
| ------------------------------ | ----------------------------------------------------------------------------------- | --- |
| 2. Jahrhundert n. Chr.         | Legio Vicesimae Valeria Victrix („die siegreiche 20. Legion, die valerische“)       | Laut einer 1822 am Osttor aufgefundenen Inschrift dürften Angehörige dieser Legion zwischen 128 und 138 im Lager an Baumaßnahmen beteiligt gewesen sein. Vermutlich hat diese Legion das Kastell errichtet. Eine der in Moresby aufgefundenen Inschriften nennt nur aus der Ordnungsnummer einer Kohorte (COH VII). Dies könnte bedeuten, dass der Bautrupp aus Angehörigen der siebten Kohorte dieser Legion bestand. Solche Steine (Slab- oder Centurial-Stones) wurden für gewöhnlich von Legionären gesetzt. Manchmal wurden darauf auch der Name der Legion und des befehlshabenden Zenturios der Kohorte angegeben. Einer dieser in Moresby stationierten Offiziere könnte – lt. einer Inschrift – Lucius Severinus gewesen sein.                                                                                      |
| 2. Jahrhundert n. Chr.?        | Cohors Secundae Lingonum equitata („die zweite teilberittene Kohorte der Lingonen“) | Die Anwesenheit dieser Einheit in Moresby ist durch eine Bauinschrift belegt die allerdings nicht datiert werden konnte. Die Truppe wurde damals von einem Präfekten namens Valerius Lupercus befehligt. Ein Altar für Silvanus wurde vom Tribunen Gaius Pompeius Saturninus gestiftet. Die ca. 500 Mann starke Truppe wurde ursprünglich aus dem Stamm der Lingonen rekrutiert, die in der Provinz Germania superior, in der Region um das heutige Dijon (Frankreich) siedelten. Die Einheit ist auch von einem Altar aus Ilkley (Yorkshire) bekannt. Vermutlich stellte sie die erste Garnison für Gabrosentum. In der Spätantike war sie laut der Notitia Dignitatum im Kastell Congavata am Hadrianswall stationiert. |
| 2. bis 5. Jahrhundert n. Chr.? | Cohors Secundae Thracum equitata („die zweite teilberittene Kohorte der Thraker“)   | Die Truppe wurde aus wohl aus verschiedenen Stämmen aus der Provinz Thracia rekrutiert, die an den Küsten der Ægäis, dem Schwarzen Meer und in den Regionen des südlichen Bulgariens, Ostmakedonien und westlich des Bosporous ansässig waren. Laut der Notitia Dignitatum war die Einheit im späten 4. Jahrhundert in Moresby stationiert. Sie gehörte zu den Limitanei des Dux Britanniarum und wurde in dieser Zeit von einem Tribun befehligt. Weitere epigraphische Hinweise für ihre Anwesenheit in Moresby finden auch auf einem Altar für Iupiter (gestiftet vom Präfekten Mamius Nepos), einer Bauinschrift und einem Grabstein des Soldaten Smertrius, Sohn des Macer. Da die Einheit noch in der Notitia erwähnt wird, könnte sie bis zur Auflösung der Provinzarmee im frühen 5. Jahrhundert hier gelegen haben. |
| 2. bis 4. Jahrhundert n. Chr.  | Classis Britannica? (die britannische Flotte)                                       | Ob im Hafen des Kastells auch Marineeinheiten oder Schiffe der Kanalflotte stationiert waren, ist bis dato mangels diesbezüglicher Funde unbewiesen, aber aufgrund der Lage und Funktion des Kastells wahrscheinlich. |

## Vicus, Gräberfeld und Hafen
Wie die meisten römischen Kastelle, muss auch das in Moresby von einer Zivilsiedlung (Vicus) umgeben gewesen sein. Südlich des Lagers wurden bei Drainagearbeiten die Fundamente eines römischen Gebäudes (9,4 × 4,7 Meter) entdeckt. Es gehörte wahrscheinlich zum Vicus des Lagers. Er dürfte von 128 n. Chr. bis zum späten 3. oder frühen 4. Jahrhundert n. Chr. bewohnt gewesen sein. 1725 berichtet William Stukeley von einem Grabstein eines Soldaten der Thrakerkohorte aus Moresby. Auch John Horsley nahm ihn 1732, den Stein auf Ingclose-Field – ein wenig östlich von Moresby Hall – in Augenschein. Er ist heute verschollen, lässt aber das Vorhandensein eines Gräberfelds nahe dem Kastell annehmen. Die Versorgung der Garnison erfolgte wahrscheinlich zum größten Teil über einen Hafen. Wo er sich befand, ist bis dato unbekannt geblieben.